# عزبة إبراهيم أغا
قرية عزبة إبراهيم أغا هي إحدى القرى التابعة لمركز شبراخيت في محافظة البحيرة في جمهورية مصر العربية. حسب إحصاءات سنة 2006، بلغ إجمالي السكان في عزبة إبراهيم أغا 1160 نسمة، منهم 588 رجل و572 امرأة.